# Вром, Корнелис
Корнелис Хендрикс Вром, или Хендрик Корнелис Фроом (нидерл. Cornelis Hendriksz Vroom; ок. 1590, Харлем, Нидерланды или Данциг) — 16 сентября 1661, Харлем) — нидерландский живописец, традиционно считается одним из основоположников жанра марины (морского пейзажа) Золотого века голландской живописи. Имел прозвание «Хендрик де лас Маринас» (Хендрик Морской).

## Жизнь и творчество
Корнелис Хендрикс Вром был старшим сыном и учеником художника Хендрика Корнелиса Врoма (ок. 1563—1640) и Йосье Корнелисдр. У него были младшие братья: Фредерик (1600—1667) и Якоб (1601- ?). Рано оставив родительский дом из-за жестокостей отчима, Корнелис провёл юность в нищете и лишениях. Подрабатывал росписью фаянсовой посуды, путешествовал по Фландрии, Испании, Италии и Франции. Вернувшись в Харлем, Корнелис женился, переехал в Данциг, где у своего дяди, архитектора города, научился приёмам архитектурной перспективы. Пейзажи, написанные во Франции, которые ранее ему приписывали, теперь относят к творчеству его отца Хендрика.
Сын художника — Якоб Корнелис Вром (1500—1661) также стал живописцем. В 1634 году Корнелис Вром-старший стал членом харлемской Гильдии Святого Луки.
С 1627 по 1628 год Корнелис Вром работал в Англии, в Лондоне. По сведениям Арнольда Хоубракена («Великий театр нидерландских художников и художниц», 1718) Вром был «сыном Хендрика Корнелиса Врома и хорошим живописцем-пейзажистом Харлема, наряду с Йохом Якобсом, который был в Италии много лет, Николасом Зуйкером, Герритом Класом Блекером, Саломоном ван Рейсдалем и Рейером ван Бломмендалем».
Корнелис Вром начал писать картины с видами моря и кораблей, путешествуя по Испании и Португалии, а затем с успехом продолжил в Голландии. Уже будучи известным художником, он выполнял картоны для шпалер с изображениями моря и кораблей. В своём творчестве находился под влиянием наследия Адама Эльсхаймера и Саломона ван Рёйсдала. Карел ван Мандер писал, что Вром «не только умеет передать вид хорошо сделанных кораблей, их оснащение, вооружение, паруса и всю утварь, но является отличным и в остальном, как фон, пейзаж, скалы, деревья, небо, вода, волны, замки, города, рыбы и другие объекты, являющихся обстановкой его корабельных картин и служащих их украшению».
Вром тяготел к созданию марин с соответствующим иллюстративным сюжетом. В раннем творчестве он писал большие полотна, изображающие морские сражения. Особенно интересны те, которые были связаны с конкретным историческим событием, как, например, «Морской бой» (Инсбрук, Тирольский музей Фернандеум), где, вероятно, отражён разгром английским флотом испанской Непобедимой армады в 1588 году.
Живописная манера Врома отличалась исключительной тщательностью в передаче деталей и особенностей военных кораблей и вместе с тем — эффектной красочностью, передающей драматизм событий.
К творчеству Врома относятся и первые парадные морские сюжеты, посвящённые торжественным событиям, которые происходят на фоне панорамы разных городов («Прибытие Фридриха V Пфальцского со своей женой Елизаветой, дочерью короля Англии Якова I, во Флиссинген в 1613 году», 1623, Гарлем, Музей Франса Халса, «Вид на Делфт с севера», Делфт, ратуша, «Вид на Алкмаар с востока», Алкмаар, Городской музей). Картины художника имели официальный характер и предназначались для украшения ратушей. И в панорамах («Отплытие корабля Ост-Индской компании из Марсдина», Амстердам, Рейксмюсеум), и в небольших картинах на медных досках Вром обнаружил мастерство профессионального мариниста.

## Галерея

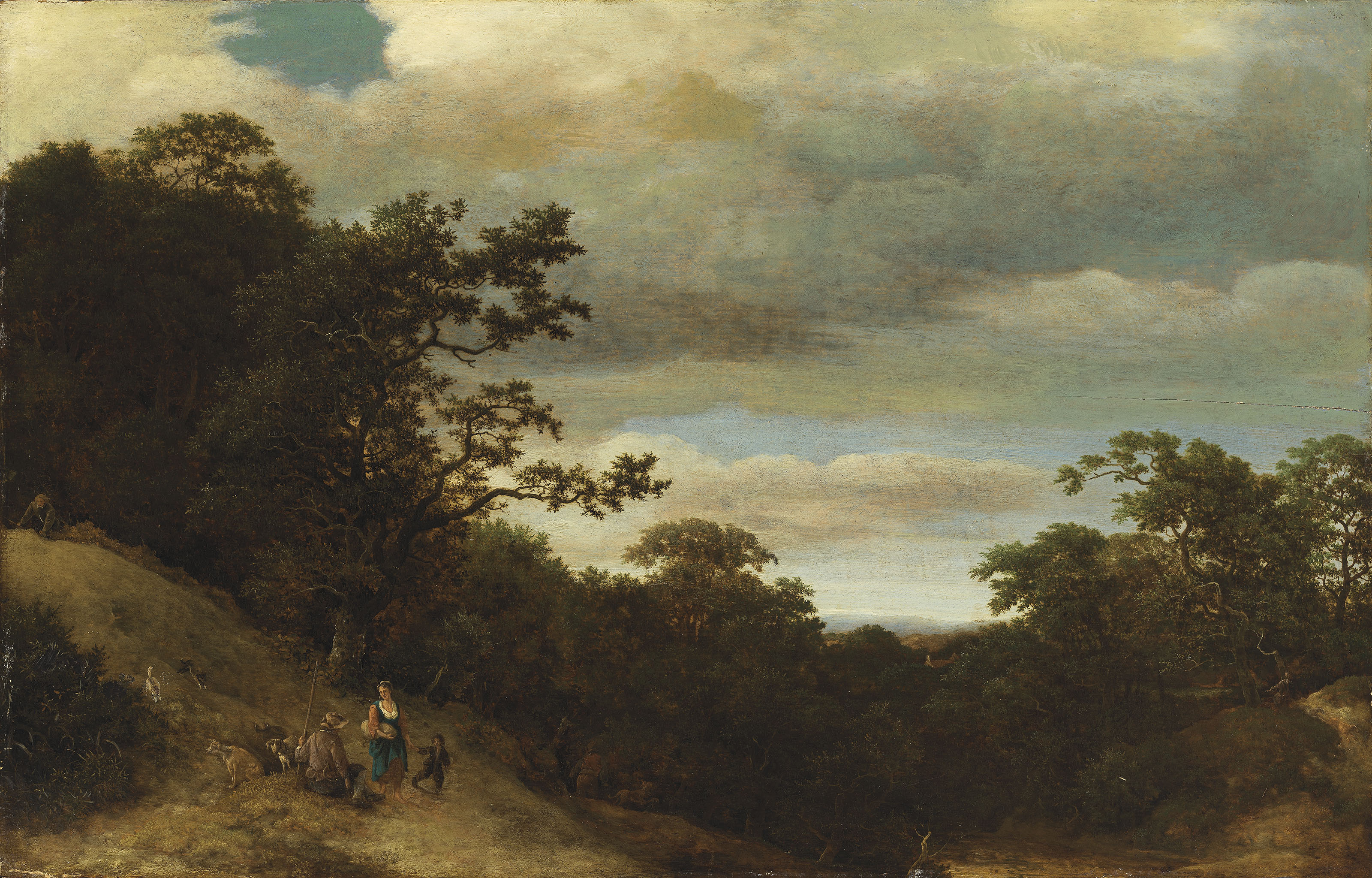
Крестьяне в лесном пейзаже. Дерево, масло. Частное собрание
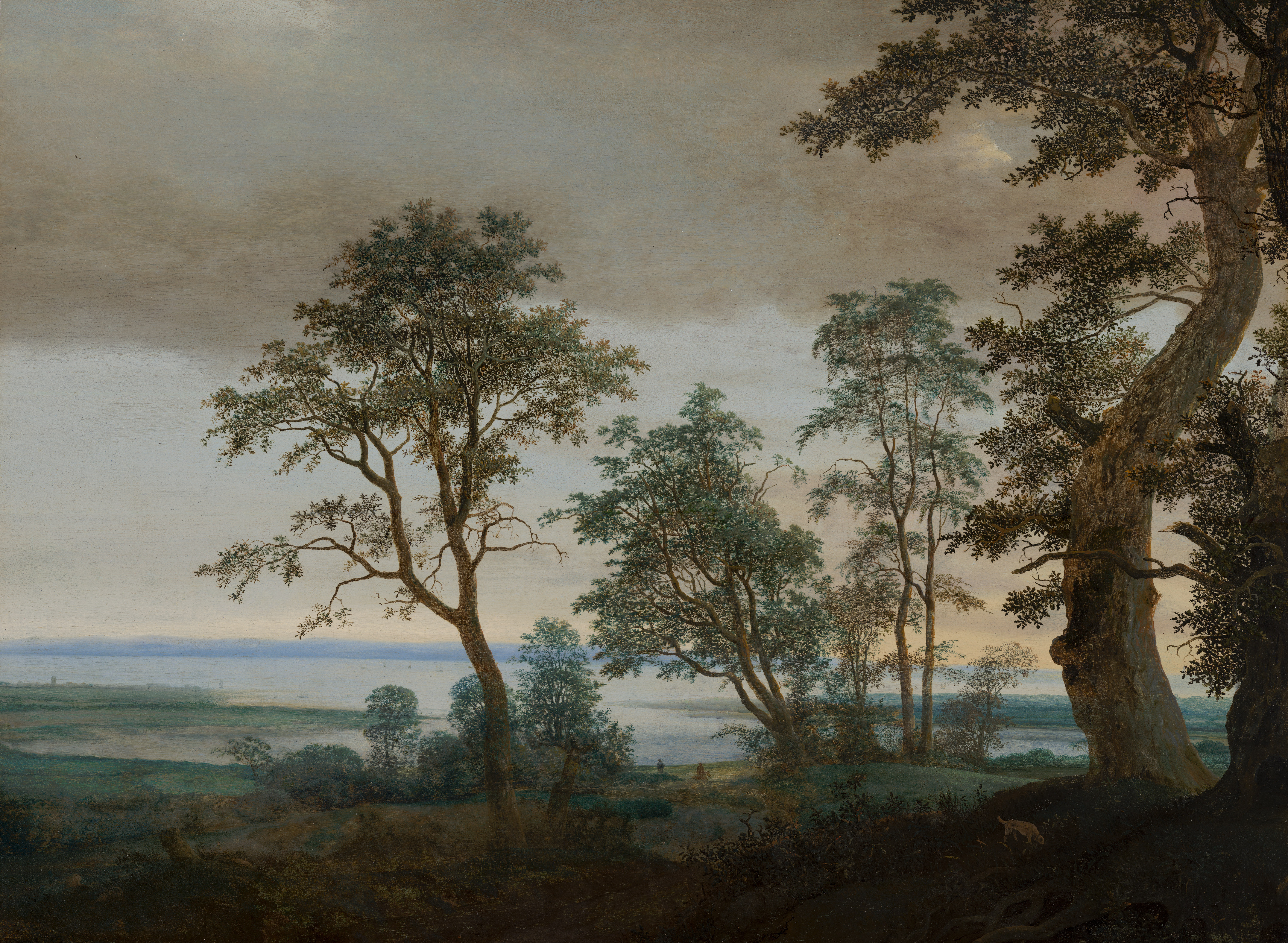
Речной пейзаж, видимый сквозь деревья. Ок. 1638. Дерево, масло. Маурицхёйс, Гаага
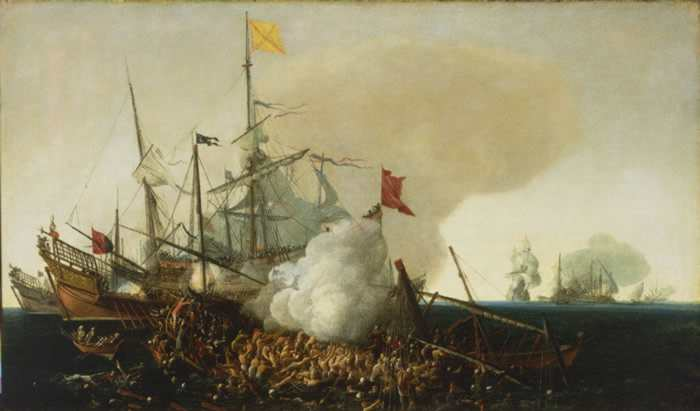
Испанские военные вступают в бой с берберскими корсарами. 1615. Холст, масло. Национальный морской музей, Гринвич, Лондон
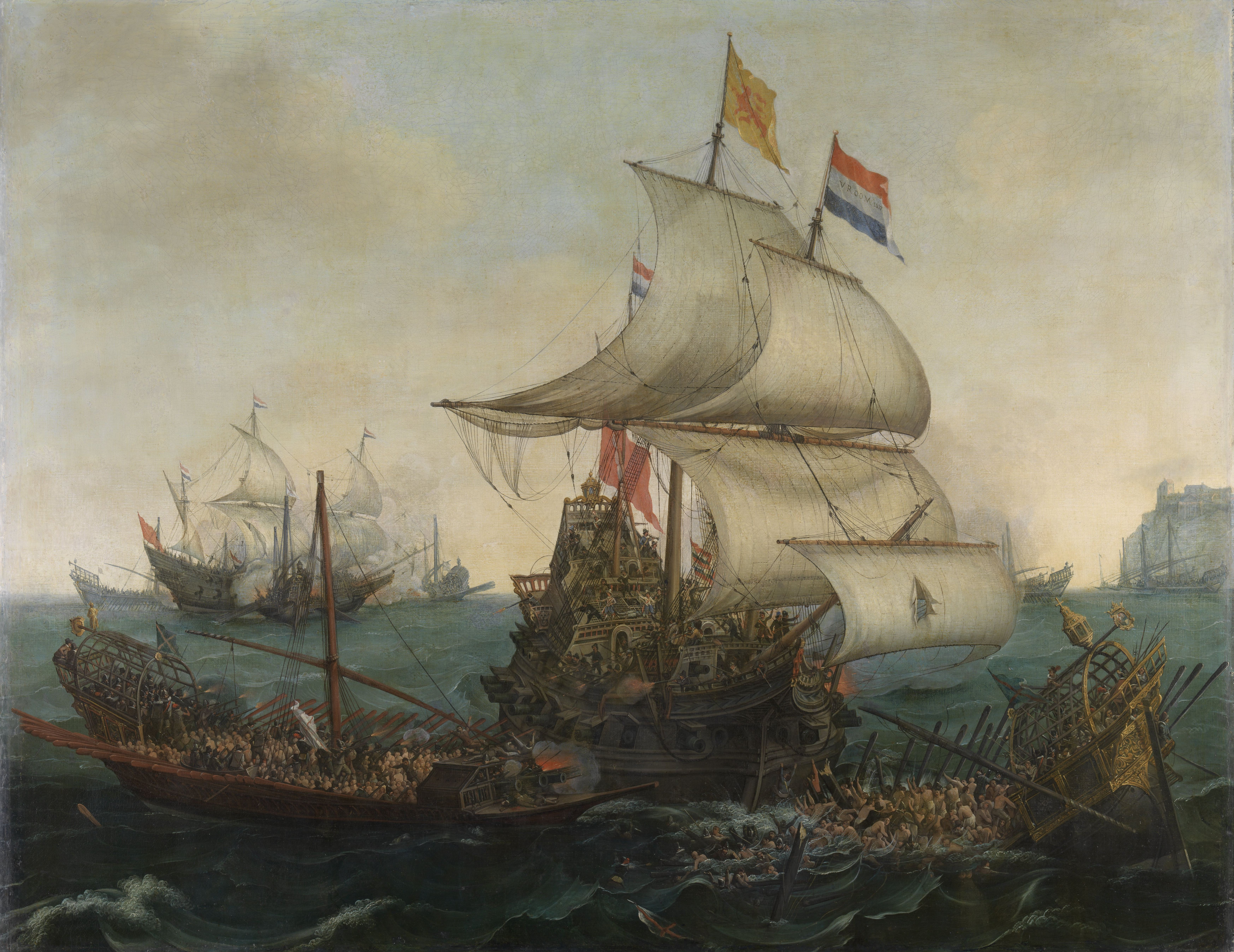
Голландские корабли таранят испанские галеры у фламандского побережья в октябре 1602 года. 1617. Холст, масло. Рейксмюсеум, Амстердам
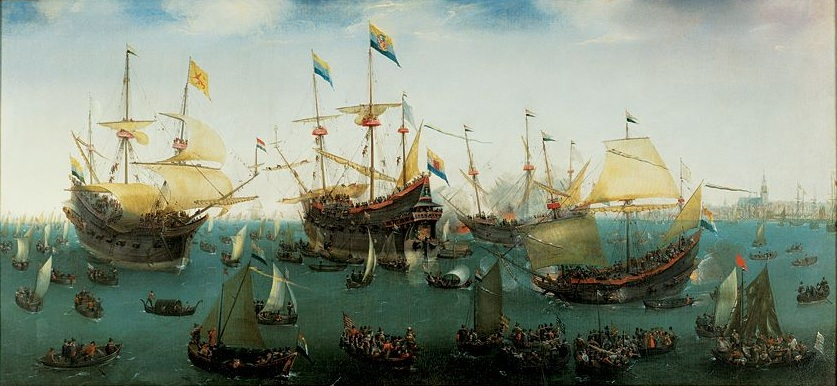
Прибытие ван Нека.